# Schnaudertal
Schnaudertal ist eine Gemeinde im Burgenlandkreis in Sachsen-Anhalt. Sie gehört der Verbandsgemeinde Droyßiger-Zeitzer Forst an.
Die Gemeinde Schnaudertal wurde am 1. Januar 2010 aus dem freiwilligen Zusammenschluss der Gemeinden Bröckau und Wittgendorf gebildet. Namengebend ist der Fluss Große Schnauder. Der Zusammenschluss erfolgt vor dem Hintergrund der Gemeindegebietsreform in Sachsen-Anhalt und der im Begleitgesetz festgeschriebenen Mindestanzahl von 1000 Einwohnern in Gemeinden, die einer Verbandsgemeinde angehören.

## Geografie
Das Gebiet von Schnaudertal liegt im südlichsten Zipfel des Burgenlandkreises südöstlich von Zeitz. Der Ortsteil Hohenkirchen ist der südlichste Ort des Landes Sachsen-Anhalt. Das südliche Gemeindegebiet grenzt im Westen, Osten und Süden an Thüringen (Landkreise Altenburger Land und Greiz). Durch das Gebiet der Gemeinde fließen zwei Arme der Schnauder.

## Ortsteile
- Bröckau mit Hohenkirchen, Görnitz und Weißenborn
- Wittgendorf mit Dragsdorf, Großpörthen, Kleinpörthen und Nedissen

## Politik

### Wappen
Das Wappen wurde vom Kommunalheraldiker Jörg Mantzsch gestaltet und am 1. Oktober 2010 durch den Landkreis genehmigt.
Blasonierung: „In Silber zwei schräglinke Wellenstäbe, begleitet oben von einem roten Mühlstein, unten von zwei gekreuzten roten Hämmern, deren Schwerpunkt belegt mit einem roten Meißel.“
Die Symbole nehmen Bezug auf die Große und Kleine Schnauder, auf die einst zahlreich vorhandenen Mühlen und Steinbrüche.
Die Farben der Gemeinde sind Rot - Weiß.

### Flagge
Die Flagge ist rot - weiß (1:1) gestreift (Längsform: Streifen senkrecht verlaufend, Querform: Streifen waagerecht verlaufend) und mittig mit dem Wappen der Gemeinde belegt.

## Kultur und Sehenswürdigkeiten

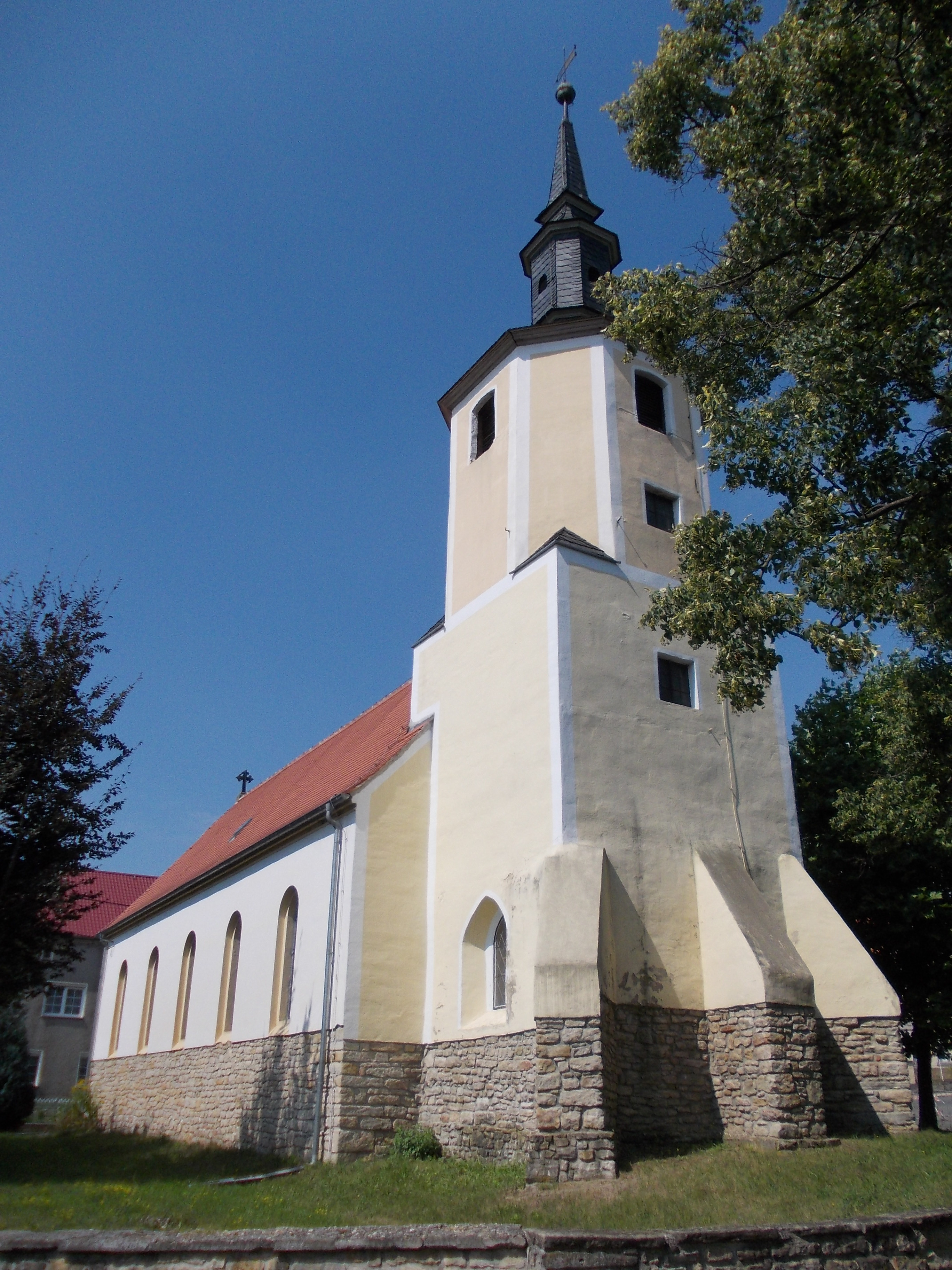
Bröckau Kirche